# 陆坊乡
陆坊乡，是中华人民共和国江西省抚州市金溪县下辖的一个乡镇级行政单位。

## 行政区划
陆坊乡下辖以下地区：
陆坊村、植源村、连下村、上李村、石岗村、官桥村、桥上村、葛坊村和石溪村。